# 常庄村 (彭集街道)
35°51′12″N 116°24′12″E / 35.853407°N 116.4034°E
常庄村，又称南常庄村，是中华人民共和国山东省泰安市东平县彭集街道下辖的一个行政村。该村位于彭集街道西南，小清河北岸，距离彭集街道约5.5千米。该村共有97户，人口为371人，耕地面积503亩。:47
明代永乐年间，常姓自山西迁来此处建村，因而命名为常庄。1931年，常庄属于东平第五区第二乡，1953年，属第七区王圈乡，1956年属于彭集区苇子河乡。1958年末撤区乡设公社，常庄属彭集公社。1962年，公社下建立管理区，常庄属东梁村管理区。1984年撤销公社，复建区、乡，常庄属彭集区东梁村乡。1985年撤区并乡，常庄属彭集镇，1988年，镇下设管理区，常庄属于彭集镇东梁村管理区。:39-44
州城街道和接山镇各有一同名村庄，都为自然村。